# Алфред Пениуърт
Алфред Пениуърт (на английски: Alfred Pennyworth) е измислен персонаж от вселената на Ди Си, който прави първата си поява в „Батман“ бр. 16 (април-май 1943 г.). Създаден е от Боб Кейн и Джери Робинсън. Алфред е верният и неуморим иконом на Брус Уейн. Функцията му е и на комичен елемент, тъй като понякога саркастичното му и цинично отношение прибавя хумор към диалога между него и Батман. Алфред е жизненоважна част от историите за Батман и се появява в повечето различни адаптации, засягащи героя.